# Рауль II де Клермон
Рауль II де Клермон-Нель (фр. Raoul II de Clermont-Nesle, ок. 1245 — 11 июля 1302, Куртре), сеньор де Нель и де Удан, виконт Шатодёна (по праву жены), великий камергер Франции, коннетабль Франции с 1277 (или с 1285).
Сын Симона II де Клермона (1220—1285) и Адели де Монфор (1230—1279), дочери Амори VI де Монфора.

Герб Рауля II де Клермона

Был одним из военачальников Людовика IX. Участник Восьмого крестового похода, Арагонского крестового похода 1285, англо-французской войны 1294—1298, франко-фламандской войны 1297—1305.
Сражался во Фландрии под началом Роберта II д’Артуа вместе с братом Ги де Клермоном, маршалом Франции. Погиб вместе с ними и многими другими представителями северо-французской знати в битве при Куртре 11 июля 1302.

## Семья
1-й брак (до 1275): Алиса де Дрё (ок. 1255 — до 1296), виконтесса Шатодёна, дама де Мондублё, дочь Роберта де Дрё, сеньора де Бё, и Клеменции, виконтессы Шатодёна.
Дочь:
- Алиса де Клермон-Нель (ум. 1330), виконтесса Шатодёна. Муж: 1) Гильом VI де Дампьер, сеньор де Термонд (ван Дендермонде), де Ришбур и де Кревкёр, сын графа Фландрии Ги де Дампьера; 2) Жан I де Шалон-Арле.

2-й брак (14 января 1296): Изабелла д’Авен (ум. 12.1305), дочь Жана II д’Авена, графа де Эно, и Филиппы Люксембургской.
Дети:
- Изабелла де Клермон-Нель (ум. после 8.1324), дама де Самблансе. Муж: (до 29.06.1310) Гуго Архиепископ де Партене (ум. после 8.1324), сеньор де Монфор-ле-Ротру.

- Беатриса (Жанна) де Клермон-Нель (ум. до 14.09.1320). Муж: Эмар де Валанс (ум. 23.06.1324), граф Вексфорд и Пембрук.